# Francisco Grahl
Francisco Guillermo Grahl (San Justo, Província de Buenos Aires, 5 de março de 1992) é um futebolista argentino que joga como meia no Boca Juniors.

## Carreira
Francisco Grahl começou sua carreira com apenas 4 anos de idade nas divisões de base de um clube chamado Manuel Belgrano, anos depois, se transferiu para o Unión de Belgrano. Chegou ao Almirante Brown com 11 anos de idade. Estreou profissionalmente em 2008.
Em 2010 foi emprestado ao Boca Juniors por um ano com opção de compra. Após um ano e boas atuações na equipe reserva, Francisco Grahl agradou e o Boca Juniors decidiu exercer a função de compra e pagou 80 mil dólares por 80% de seu passe. Em 2012, jogando pela equipe reserva contra o Club Atlético Unión, Francisco Grahl rompeu os ligamentos cruzados do joelho direito.

## Estatísticas
Até 17 de abril de 2012

### Clubes
| Clube             | Temporada         | Campeonato nacional | Campeonato nacional | Copa nacional[a] | Copa nacional[a] | Competições continentais[b] | Competições continentais[b] | Outros torneios[c] | Outros torneios[c] | Total | Total |
| Clube             | Temporada         | Jogos               | Gols                | Jogos            | Gols             | Jogos                       | Gols                        | Jogos              | Gols               | Jogos | Gols  |
| ----------------- | ----------------- | ------------------- | ------------------- | ---------------- | ---------------- | --------------------------- | --------------------------- | ------------------ | ------------------ | ----- | ----- |
| Boca Juniors      | 2010-11           | 0                   | 0                   | 0                | 0                | 0                           | 0                           | 0                  | 0                  | 0     | 0     |
| Boca Juniors      | Total             | 0                   | 0                   | 0                | 0                | 0                           | 0                           | 0                  | 0                  | 0     | 0     |
| Boca Juniors      | 2011-12           | 0                   | 0                   | 0                | 0                | 0                           | 0                           | 0                  | 0                  | 0     | 0     |
| Boca Juniors      | Total             | 0                   | 0                   | 0                | 0                | 0                           | 0                           | 0                  | 0                  | 0     | 0     |
| Total na carreira | Total na carreira | 0                   | 0                   | 0                | 0                | 0                           | 0                           | 0                  | 0                  | 0     | 0     |

- a. ^ Jogos da Copa Argentina
- b. ^ Jogos da Copa Libertadores
- c. ^ Jogos do Jogo amistoso